# カービィファイターズ2
『カービィファイターズ2』（Kirby Fighters 2）は、ハル研究所とバンプールが開発し、任天堂より2020年9月24日に発売された対戦アクションゲーム。

## 概要
『星のカービィ トリプルデラックス』収録のミニゲーム「カービィファイターズ！」やその後に単体で発売された『カービィファイターズZ』に続く本編のスピンオフ作品。通常のシリーズ作品で主人公カービィが用いるコピー能力を一人の操作キャラクターとみなして対戦するというこれまでの特徴を継承しつつ、本作が初登場となるコピー能力「レスラー」やシリーズのキャラクターであるバンダナワドルディ、グーイ、マホロア、デデデ大王、メタナイトが操作キャラクターとなるなどの新規要素が追加されている。
本作には操作キャラクターの見た目を変化させる「ぼうし」の要素があるが、他のシリーズ作品との連携要素として、『星のカービィ スターアライズ』をプレイ済みの場合は「フラン・ルージュアレンジ」「フラン・キッスアレンジ」「ザン・パルルティザーヌアレンジ」が、『スーパーカービィハンターズ』をプレイ済みの場合は「ヒーローソードのぼうし」が特典として手に入る。

## ゲームモード
ゲームを遊ぶと「ファイターズポイント」が溜まっていき、一定数に達すると「ファイターズランク」が上がる。
ストーリーモード 〜宿命のライバル達〜
プレイ人数：1 - 2人
ライバルであるカービィを倒すためにタッグを組んだデデデ大王とメタナイトが待ち受ける「バディファイターズタワー」の最上階を目指して次々と対戦するモード。1戦ごとにランダムなアイテムが複数個出現し、その中から1種類を選んで次の階に進む。
全部で第5章まで存在し、第4章クリアで表エンディング、第5章クリアで裏エンディングとなる。なお、第5章クリア後は-か+ボタンを押しながらYボタンを押すことでどちらのエンディングを流すかを選択できる。
みんなで対戦モード
プレイ人数：1 - 4人
最大4人で対戦を行うモード。ローカル通信とオンラインに対応。
ひとりでモード
プレイ人数：1人
ストーリーモード第1章クリアで解禁。敵との9連戦を行うモード。従来シリーズとは異なり、難易度「めちゃむず」は一度「むずかしい」をクリアすると挑戦できるようになる。
トレーニングモード
プレイ人数：1人
操作の練習を行うモード。

## ボス
ストーリーモードの特定階層で戦闘となるボス。
ツインウッズ
『星のカービィ スーパーデラックス』に登場した2人組のウィスピーウッズ。
ストーリーモードでは第1章5階、第3章7階、第5章6階、第5章30階に出現。空気弾攻撃や毛虫・リンゴを落とす技を使ってくる。
ダブルスエッジ
『星のカービィ Wii』の中ボス・ギガントエッジと、『スーパーカービィハンターズ』のボス・ブレイズエッジのコンビ。
ストーリーモードでは第2章5階、第4章10階、第5章12階、第5章40階に出現。同時に攻撃を繰り出してくるといった連携技を使いこなす。
シャドーカービィ
『星のカービィ 鏡の大迷宮』に登場したカービィの影。『星のカービィ トリプルデラックス』のデザインをベースにしつつ、体色が黒っぽくなっている。
ストーリーモードでは第4章20階、第5章25階、第5章45階に出現し、ひとりでモードではラスボスを務める。5章25階ではバディ、それ以外は1Pと同じ能力で登場する（いずれもぼうしを変更している場合はそちらも反映される）。
デデデ大王&メタナイト
カービィに勝つべくチームを組み、挑戦状を叩きつけてきたデデデ大王とメタナイト。
ストーリーモードでは第2章以降の最上階に出現。このうち第2章はワドルディが変装した影武者で、倒すと正体を現し逃げていく。使用技は『星のカービィ スターアライズ』のボス戦に準拠するが、章が進むごとに連携技が追加されていく。
下弦のマスクド・デデデ&上弦のマスクド・メタナイト
ストーリーモードのラスボスで、第5章におけるデデデ大王&メタナイトの第2形態。カービィに勝ちたい思いのあまり、強大で恐ろしい力を秘めた「闇の絆の仮面」を被って正気を失ったデデデ大王とメタナイト。
連携技を出している際、低確率で背景の星が「HAL」の形に輝くことがある。